# エットレ・リゴッティ
エットレ・リゴッティ (Ettore Rigotti、1979年4月24日 - )は、イタリアのヘヴィメタルミュージシャン、音楽プロデューサー、レコーディング・エンジニア。主にメロディックデスメタル等のヘヴィメタルの分野で活動している。
ミュージシャンとしては、ボーカル、ギター、ベース、キーボード、ドラムスを演奏するマルチプレイヤーである。また、後述のように、音楽エンジニアとしての面も持ち、作曲家や編曲家としても活動している。
トリノにあるレコーディング・スタジオ、The Metal Houseのオーナーであり、レコードレーベルのコロナー・レコードのオーナーでもあるなど、経営者としても活動している。また、過去にはdB Studioというレコーディング・スタジオを所有していた。

## 略歴
1999年にメロディックデスメタルバンド、ディサルモニア・ムンディを結成する。結成時の担当楽器はドラムスである。しかし1stアルバムリリース後、エットレとベーシストのミルコ・アンドレイス以外のメンバーが脱退してしまったため、エットレがベース以外の全ての楽器及びクリーンボーカルを担うようになり、メンバー補充はボーカリスト2名のみとなる。更に2ndアルバムリリース後には、ミルコ・アンドレイスも脱退したため、現在では、ディサルモニア・ムンディの全楽器を担うこととなった。ディサルモニア・ムンディは、現在までに4枚のフル・アルバムを発表している。
2011年には、ディサルモニア・ムンディの同僚・クラウディオ・ラヴィナールらと新バンド・ザ・ストランデッドを結成。アルバムをリリースしている。
これらの活動と並行して音楽プロデューサー、レコーディング・エンジニアとしても活動しており、ディサルモニア・ムンディの全アルバムはエットレのプロデュースによるものとなっている。過去にはdB Studioというレコーディング・スタジオを所有し、現在ではThe Metal Houseというレコーディングスタジオのオーナーである。エットレのプロデューサーとしての活動は日本でも注目されており、ハウリング・ブルは、『Ettore Works』と題し、エットレプロデュースのバンドの作品の日本盤リリースを行っている。また、2011年に発売された、スタジオジブリ映画主題歌カバートリビュート・アルバム『Princess Ghibli』、『Princess Ghibli II』のプロデューサを務め、自身やディサルモニア・ムンディも参加している。またディサルモニア・ムンディではクリーン・ボーカルがほとんどであるが、同トリビュート・アルバムではグロウルも披露した。
更に、コロナー・レコードというレコード・レーベルのオーナーとなっている。コロナー・レコードには、ディサルモニア・ムンディをはじめ、デストレイジやライズ・トゥ・フォールや日本のBLOOD STAIN CHILDが所属している。

## ディスコグラフィ

### ディサルモニア・ムンディ (Disarmonia Mundi)
- Nebularium （2001）
- Fragments Of D-Generation （2004）
- Mind Tricks （2006）
- Nebularium/the Restless Memoirs (2009)
- The Isolation Game （2009）

### コンピレーション
- Princess Ghibli　(2011)
- Princess Ghibli II　(2012)

## プロデュースリスト
- Alphoenix - Final Crusades
- Baby Metal - Road Of Resistance
- Blood Stain Child - Epsilon
- Destrage - Self ID Generator(Demo), Urban Being
- Disarmonia Mundi - Nebularium, Fragments of D-Generation, Mind Tricks, Nebularium + The Restless Memoirs, Perdition Haze, The Isolation Game
- FollowBane - Ceremonia(Mastering)
- GYZE - Fascinating Violence
- Slowmotion Apocalypse - Obsidian
- 5 Star Grave - Corpse Breed Syndrome
- Imaginary Flying Machines - Princess Ghibli、Princess Ghibli II
- VAMPS - SEX BLOOD ROCK N' ROLL (REVOLUTION II) remix